# Afonso II del Congo
Afonso II del Congo (... – 1561) è stato un re congolese.

## Biografia
Di Afonso II e del suo breve regno si sa poco. Si pensa che potesse essere un figlio illegittimo di Diogo I, anche se alcune fonti ritengono che i due fossero fratelli; entrambe le circostanze avrebbero facilitato la sua ascesa alla corona.
Nel 1555, sei anni prima dell'ascesa al trono di Afonso II, il re Diogo I aveva interrotto ogni rapporto con il Portogallo, espellendo tutti i portoghesi dal regno. In Portogallo, intanto, a Giovanni III successe Sebastiano I del Portogallo nel 1557.
I portoghesi cercarono di tornare, cospirando con un altro pretendente al trono più favorevole ai loro interessi. Poco dopo l'ascesa al trono di Afonso II nel 1561, Bernardo I assassinò il monarca e si insediò sul trono. La cospirazione, tuttavia, non si risolse come i portoghesi avevano sperato, poiché i portoghesi che tornarono nel Paese per sostenere l'assassinio e il nuovo re furono nuovamente espulsi o morirono nei disordini popolari che si verificarono in quello stesso anno 1561.